# Justo Jorge Padrón
Justo Jorge Padrón (ur. 1 października 1943 w Las Palmas, zm. 11 kwietnia 2021 w Madrycie) – hiszpański poeta, eseista i tłumacz. Jego twórczość została opisana jako potwierdzająca „siłę współczesnej poezji kanaryjskiej”.

## Życiorys
Urodził się w Las Palmas de Gran Canaria w 1 października 1943 roku. Studiował prawo na Uniwersytecie w Barcelonie, w 1967 roku wrócił do rodzinnego miasta, gdzie przez siedem lat praktykował prawo. W tym czasie opublikował swoje pierwsze wiersze i nawiązał kontakt z innymi młodymi poetami hiszpańskimi. W 1974 porzucił prawo, aby całkowicie poświęcić się poezji. Dwa lata później został wybrany przez ministerstwo spraw zagranicznych i Instytut Kultury Latynoskiej na tournee po Ameryce Łacińskiej jako przedstawiciel nowej generacji poezji hiszpańskiej. W 1979 roku reprezentował Hiszpanię na IV Światowym Kongresie Poetów w Korei Południowej oraz na pierwszym Festiwalu Poezji Europejskiej w Leuven. Praca Padróna została przetłumaczona na ponad trzydzieści języków, a on sam był tłumaczem specjalizującym się w językach skandynawskich.
Zmarł w Madrycie z powodu COVID-19 11 kwietnia 2021 roku w wieku 77 lat podczas pandemii w Hiszpanii.

## Nagrody
W swoim życiu otrzymał wiele nagród literackich: Premio Adonais (1971), Międzynarodową Nagrodę Akademii Szwedzkiej (1972), Premio Boscán (1973), Nagrodę Fastenratha Królewskiej Akademii Hiszpańskiej (1976), Europejską Nagrodę Literacką (1986), Premio Orfeo (1992), Premio Canarias (1997). W latach 90. był nominowany do miejsca w Królewskiej Akademii Hiszpańskiej, ale bez powodzenia.